# Centre commercial Porte Jeune
Le Centre Commercial Porte Jeune est un centre commercial situé dans le cœur de ville de Mulhouse, sous-préfecture du Haut-Rhin en Alsace, à proximité du centre-ville.

## Localisation et accès
Il se situe 1 Boulevard de l'Europe à Mulhouse, face à la rue piétonne (côté tram) et à côté de la tour de l'Europe. La station de tram Porte Jeune est desservie par les 3 lignes de tramway de Mulhouse et la ligne de tram-train.

## Architecture
Le centre commercial dispose d'une architecture extérieure originale, contemporaine et futuriste.
Le centre a été conçu par l'architecte français Bernard Reichen du cabinet Reichen et Robert. TOA Architectes Associés ont aussi contribué. Le bâtiment, en forme d'équerre, est rouge d'Andrinople et vert. Le rouge représente le rouge typique du textile mulhousien. Le bâtiment a été conçu comme socle de la Tour de L'Europe, la complétant.

### Œuvres d'art
A la démolition de la place de l'Europe, une fresque de l'artiste mulhousien Charles Folk, baptisée « Pour L'Europe » et surnommée « Les Euronanas » a été sauvegardée et accolée à un mur de clôture de Porte Jeune. Cette œuvre de 5,60m de hauteur, 14m de longueur  et 0.28m de saillie, a été sculptée en travertin romain l'été 1973, à Querceta près de Carrare, dans l’atelier Henraux.
Sur une des façades du centre (une façade de la salle de sport Fitness Park, rue d'Anvers) se trouve une œuvre en pierre du sculpteur français Claude Abeille, appelée « L’Europe ». Cette oeuvre « reconstitue de façon abstraite la géographie de l’Europe ».

## Description
Le site a ouvert le 15 octobre 2008. Initialement, 50 emplacements commerciaux sur une surface commerciale utile de 18 820 m2 ont été mis à dispositions. Aujourd'hui on compte 45 lots commerciaux.
L'important complexe industriel Schlumberger situé à la Porte Jeune a été rasé dans les années 1960 pour y construire la tour de l'Europe et la place attenante, désormais disparue pour être remplacée par le centre commercial. L'implantation du nouveau centre commercial Porte Jeune, créé par la société Altarea, est un élément majeur de la mutation du commerce mulhousien. Le centre était géré par Carol Escudero.
1400 places de stationnement sont disponibles en sous-sol du centre commercial.
En novembre 2018, le groupe lyonnais Société des Grands Magasins (SGM), filiale d'Avenue Développement Immobilier et dirigé par Frédéric Merlin, a racheté le centre commercial à Altarea. Nathalie Pignalosa est dorénavant le gestionnaire du centre et Karl-Stéphane Cottendin est le directeur des opérations,.

## Enseignes
Actuellement[Quand ?]:
- Alimentation / hypermarché: Monoprix
- Déco, maison, cadeaux: Nature & Découvertes, Søstrene Grene
- Maroquinerie et bagagerie: Stratus
- Mode: Armand Thiery Homme, Cache Cache, Chaussea, Darjeeling, New Yorker, Nike Factory Store, Tally Weijl, Toscane (Armand Thiery), V.I.P, Zelys Paris, Project X Paris, Snipes, Jennyfer, Primark, Normal, Foot Locker
- Restauration: Poulaillon, Stratto, Subway, Youyou, KFC, Columbus Café & Co
- Services: Crédit mutuel, Photomaton
- Sport: Fitness Park

Les boutiques les plus fréquentées sont Nike Factory Store, Monoprix, New Yorker et Nature & Découvertes.
Prochainement[source secondaire nécessaire]
- Yogurt Factory (?)